# Ismaïl Serageldin
Pour les articles homonymes, voir Serageldin.
Ismaïl Serageldin (إسماعيل سراج الدين, né en 1944 à Gizeh en Égypte) est un économiste égyptien.
Serageldin est le directeur de la Bibliotheca Alexandrina et des sept instituts de recherche et musées qui lui sont affiliés. Il a été membre du Conseil consultatif égyptien (Majlis Al-Shura). Il est professeur émérite à l'université de Wageningen aux Pays-Bas. Il a été professeur invité au Conservatoire national des arts et métiers en 1999 et professeur titulaire de la chaire annuelle « Savoirs contre pauvreté » au Collège de France en 2010-2011. Serageldin parle arabe, anglais et français.

## Biographie
Ismaïl Serageldin est titulaire d'une licence en sciences de l'université du Caire, ainsi que d'un doctorat de l'université Harvard. Il a en outre reçu vingt-neuf doctorats honoraires.
Ismaïl Serageldin a publié plus de soixante livres et plus de deux cents articles et rapports sur des sujets comme la biotechnologie, le développement rural, le développement durable ou l'utilité de la science pour la société. Il s’est particulièrement engagé dans l’étude des possibilités de lutte contre la pauvreté et contre la faim dans le monde.
Serageldin a occupé divers postes à la Banque mondiale de 1972 à 1998.
En dehors de ses responsabilités de directeur de la Bibliotheca Alexandrina, Ismaïl Serageldin est en 2012 directeur ou membre du conseil d'administration d'un certain nombre d'institutions universitaires et scientifiques internationales, parmi lesquelles l'Institut d'Égypte, l'Académie nationale des sciences aux États-Unis, l'American Philosophical Society, la Third World Academy of Sciences, l'Indian National Academy of Agricultural Sciences, le Brookings Doha Center et l'European Academy of Sciences and Arts. Il copréside l'African Biotechnology Panel. Il participe aussi à la Bangladesh Academy of Sciences. Ismaïl Serageldin est également membre du comité d'honneur de la Fondation Chirac, depuis son lancement en 2008. À ce titre, il participe au jury du prix pour la prévention des conflits qu'elle décerne chaque année.

On a dit de lui qu’il était « le plus brillant esprit d’Égypte ».

## Honneurs et récompenses
- Chevalier de la Légion d'honneur
- Commandeur de l'ordre des Arts et des Lettres

Le 29 juin 2011, Serageldin a été fait commandeur des Arts et Lettres par le gouvernement français.